# الميسترون
الميسترون هي سلالة خيالية من كائنات فضائية واعداء في المسلسل التلفزيوني البريطاني للخيال العلمي في سيتينيات القرن الماضي كابتن سكارليت و ذا ميسترونس (1967-1968) وإصداره الجديد على الكمبيوتر في عام 2005، جاري اندرسون هو كابتن سكارليت الجديد. هم بقايا عرق الميسترون: كائنات فضائية نشأت في مجرة أخرى غير مجرة درب التبانة استقروا واستعمروا المريخ. يمكن تميزها من خلال حلقات الضوء الأخضر المنتشرة في كل مكان والصوت العميق للكابتن بلاك الذي تحول إلى إنسان.
دونالد غراي هو الشخص الذي أدى اصوات الميسترون في النسخة الأصلية للبرنامج وأدى مايك هايلي الأصوات في الطبعة الجديدة. في عام 2000 فيلم الرسوم المتحركة بالكمبيوتر كابتن سكارلت وفي عودة الميسترون أدى غاري مارتن الأصوات.